# Figlia del sangue
Figlia del sangue è il secondo libro della trilogia Le Leggende del Mondo Emerso, scritto da Licia Troisi, che continua le vicende del Mondo Emerso dopo Le guerre del Mondo Emerso.

## Trama
Adhara, da quando è fuggita da Adrass, ha deciso di rimettersi alla ricerca di San e del suo amato Amhal ma viene catturata dai Fratelli della Folgore. Viene condotta a Nuova Enawar, dove rimane per un po' in prigione. Theana la obbliga poi a usare la Lancia di Dessar, un manufatto elfico che può essere brandito solo dai consacrati, per dimostrare che è una Sheireen.
Amina decide di liberare Adhara dalla prigione facendo incendiare il palazzo, poi la segue per vendicarsi di Amhal, che aveva ucciso suo padre. Durante il viaggio alla ricerca di Amhal, Adhara comincia a mostrare i sintomi di una malattia. Essendo debole e necessitando riposo, le due si fermano in un villaggio dopo aver camuffato il loro aspetto con una pozione. Adhara conosce il figlio del capo villaggio, Karin; il ragazzo si confida con Adhara e le narra della morte della sua fidanzata Elyna, mostrandole un ritratto. Adhara scopre così di essere Elyna e prende una decisione drastica: finito l'effetto della pozione si mostra a Karin col suo vero aspetto. Il ragazzo è terrorizzato e imprigiona Adhara. Una volta svanito anche l'effetto della pozione di Amina, la principessa viene riconosciuta e vengono presi dei contatti con la corte per rimandarla a palazzo. Nel frattempo gli Elfi attaccano il villaggio, e Adhara incontra Amhal privo di emozioni e di colpe che duella con Amina, che a quanto pare non riesce a riconoscere. Adhara nota subito che l'amato indossa uno strano ed inquietante medaglione di colore rosso. Quando la situazione è disperata, sia lei che Amina vengono salvate da Adrass. 
Adrass lascia Amina presso un accampamento della corte e ha un confronto con Adhara: le spiega che il problema che ha alla mano è dovuto al fatto che il suo corpo si sta decomponendo in quanto cadavere; l'unica soluzione per salvarla si trova in una biblioteca perduta a Makrat. All'inizio la ragazza rifiuta di andare con lui, provando ancora un odio immenso nei confronti del suo creatore, ma poi accetta capendo che in realtà tutto ciò che desidera è la vita. Amina, nel frattempo, si ritrova nell'accampamento dove sua nonna Dubhe è a comando. Le due hanno un confronto e Dubhe riesce a convincere la nipote a non farsi accecare dalla vendetta. Amina riflette sulle parole di sua nonna e decide di abbandonare i suoi piani ma chiede a Dubhe di addestrarla, in quanto sente che il suo posto non è più la corte. Dubhe è restia ma dopo qualche giorno di riflessione e dopo aver rincontrato Tori (lo gnomo che le forniva gli ingredienti per i suoi veleni quando ancora era una ladra a Makrat), decide di accettare.
Theana viene contattata dallo gnomo Uro, che dice di aver trovato la cura per il morbo, ma si scopre essere fatto con il sangue di ninfe che ha catturato e torturato. Theana allora si reca al cospetto delle Ninfe e si scusa per l'accaduto, chiedendo però una collaborazione con loro in quanto si è scoperto che il loro sangue riesce a curare il morbo.
Adrass e Adhara giungono alla biblioteca, un tempo appartenuta agli Elfi e, dopo una lunga serie di peripezie (durante le quali Adhara è costretta a farsi amputare una mano ormai completamente decomposta), giungono alla sezione sulle Magie Proibite, dove scoprono che per salvare Adhara occorre andare in un tempio elfico. Una volta arrivati, Adrass spiega ad Adhara che l'unico modo perché lei sopravviva è un rito in cui avrebbe dovuto benedirla con la spada trovata nell'altare del tempio e cospargerla con il succo del fiore flamia (una pianta sacra al dio presente anch'essa sull'altare). In questo modo avrebbe potuto renderla ufficialmente una vera Sheireen consacrandola al Dio Thenaar, e quindi si sarebbe salvata. Il rito però potrebbe ucciderlo, dato che la spada non può essere toccata da chi non possiede sangue elfico. Adhara all'inizio si oppone, poiché non vuole vederlo morire, dato che durante il viaggio si è affezionata a lui ed era arrivata a considerarlo come un padre, ma poi si lascia convincere e si sottopone al rito. Una volta compiuto Adhara sente dentro di sé una nuova forza, segno che ormai era rinata come Sheireen. Una volta fuori, Adrass, prossimo alla morte, viene finito da Amhal. Tra i due comincia una lotta all'ultimo sangue. Amhal utilizza una Magia Proibita che fa esplodere il portale che conduce al tempio di Shevraar, e i due vengono catapultati in un luogo sconosciuto. I due mettono da parte l'odio e i compiti a loro affidati dalla storia e si scambiano un tenero bacio. Allora Adhara promette ad Amhal che avrebbe trovato un modo alternativo per essere la Sheireen, senza quindi ucciderlo. 
Intanto in un dialogo tra San, il secondo Marvash, e Kryss, re degli elfi, quest'ultimo dichiara che presto avrebbe utilizzato qualcosa di ancora più terribile del morbo per portare a compimento il suo piano di sterminio di tutte le razze del Mondo Emerso.